# Santiago Álvarez Fourcade
Santiago Álvarez Fourcade (Bahía Blanca, 17 de enero de 1994) es un jugador argentino de rugby 15 y rugby 7. Con la selección de rugby 7, participó en los Juegos Olímpicos de Río de Janeiro 2016 y Tokio 2020 donde obtuvo la medalla de bronce. También jugó los Juegos Olímpicos de París 2024 donde consiguió el 7º puesto.

## Selecciones nacionales
| Período   | Selección        | PJ  | Pts. |
| --------- | ---------------- | --- | ---- |
| 2012      | Argentina Sub-18 | 1   | 0    |
| 2013      | Argentina Sub-19 | 3   | 5    |
| 2013      | Argentina        | 3   | 10   |
| 2013-2014 | Argentina Sub-20 | 11  | 10   |
| 2013-act  | Argentina 7      | 111 | 110  |